# Mikaela Fudolig
Mikaela Irene Fudolig é uma pesquisadora Filipina que se graduou aos 16 anos de idade como summa cum laude em física pela Universidade das Filipinas, Diliman.
Entrou na faculdade com onze anos de idade.